# Gleb Uspienski
Gleb Iwanowicz Uspienski, ros. Глеб Иванович Успенский (ur. 25 października 1843 w Tule – zm. 6 kwietnia 1902 w Petersburgu) – rosyjski narodnicki prozaik.
Jednym z jego utworów jest Obyczaje ulicy Rastieriajewej.